# Ogawa (Familienname)
Ogawa (jap. 小川) ist ein japanischer Familienname. Bei einer Erhebung im Jahr 2008 war er in dieser Schreibweise auf Platz 30 der 100 häufigsten Familiennamen in Japan. Weniger häufige Varianten sind 小河 und 尾川.

## Herkunft und Bedeutung
Ogawa ist entweder ein Wohnstätten- oder ein Herkunftsname. Als Wohnstättenname geht er auf die Bedeutung der japanischen Schriftzeichen 小 (dt. klein) und 川 (dt. Fluss) zurück; er bezeichnete also Personen die an einem Bach wohnten. Als Herkunftsname erfolgte die Benennung nach dem Siedlungsnamen Ogawa (mehrfach in Japan).

## Namensträger
- Ai Ogawa (1947–2010), US-amerikanische Dichterin, siehe Ai (Dichterin)
- Akira Ogawa (* 1982), japanischer Politiker
- Carlton Ogawa (1934–2006), kanadischer Ruderer
- Chise Ogawa (* 1984), japanische Mangaka
- Daiki Ogawa (* 1991), japanischer Fußballspieler
- Daiki Ogawa (Leichtathlet) (* 2003), japanischer Hürdenläufer
- Etsushi Ogawa (* 1969), japanischer Manga-Zeichner
- Frank Ogawa (1917–1994), US-amerikanischer Politiker
- Ogawa Gōtarō (1876–1945), japanischer Politiker
- Ogawa Haritsu (1663–1747), japanischer Künstler
- Ogawa Heikichi (1870–1942), japanischer Politiker
- Hiroshi Ogawa (Künstler) (1932–2018), japanischer Künstler
- Hiroshi Ogawa (Baseballspieler, 1940) (* 1940), japanischer Baseballspieler
- Hiroshi Ogawa (Skilangläufer) (* 1944), japanischer Skilangläufer
- Hiroshi Ogawa (Politiker) (1949–2021), japanischer Politiker
- Hiroshi Ogawa (Animator) (1950/51–2013), japanischer Animator
- Hiroshi Ogawa (Baseballspieler, 1960) (* 1960), japanischer Baseballspieler und -trainer
- Hiroshi Ogawa (Baseballspieler, 1962) (* 1962), japanischer Baseballspieler und Mörder
- Hitoshi Ogawa (1956–1992), japanischer Autorennfahrer
- Ito Ogawa (* 1973), japanische Schriftstellerin, Liedtexterin und Übersetzerin
- Ogawa Jihei (1860–1933), japanischer Gartenarchitekt
- Jun’ya Ogawa (* 1971), japanischer Politiker
- Kaisei Ogawa (* 2001), japanischer Fußballspieler
- Katsuya Ogawa (* 1963), japanischer Politiker
- Ogawa Kazumasa (1860–1929), japanischer Fotograf
- Kazusa Ogawa (* 1997), japanische sehbehinderte Judoka
- Keijirō Ogawa (* 1992), japanischer Fußballspieler
- Keisuke Ogawa (* 1986), japanischer Fußballspieler
- Ken’ichi Ogawa (* 1988), japanischer Boxer
- Kōki Ogawa (Fußballspieler) (* 1997), japanischer Fußballspieler
- Kōki Ogawa (Schauspieler) (* 1998), japanischer Schauspieler
- Ogawa Kunio (1927–2008), japanischer Schriftsteller
- Masaki Ogawa (Fußballspieler, 1975) (* 1975), japanischer Fußballspieler
- Masaki Ogawa (Fußballspieler, 1999) (* 1999), japanischer Fußballspieler
- Ogawa Masataka (1865–1930), japanischer Chemiker
- Ogawa Mataji (1848–1909), japanischer General
- Megumi Ogawa (* 1980), japanische Fußballspielerin
- Ogawa Mimei (1882–1961), japanischer Erzähler und Kinderbuchautor
- Naoki Ogawa (* 1995), japanischer Fußballspieler
- Naoya Ogawa (* 1968), japanischer Wrestler
- Noriko Ogawa (Malerin) (* 1940), japanische Malerin
- Noriko Ogawa (Pianistin) (* 1962), japanische Pianistin
- Noriko Ogawa (Sängerin, 1973) (* 1973), japanische Popsängerin und Schauspielerin
- Noriko Ogawa-Yatake, japanische Opernsängerin (Sopran)
- Ryōya Ogawa (* 1996), japanischer Fußballspieler
- Seiichi Ogawa (* 1970), japanischer Fußballspieler
- Seiji Ogawa (* 1934), japanischer Biophysiker
- Shiho Ogawa (Fußballspielerin, 1988) (* 1988), japanische Fußballspielerin
- Shiho Ogawa (Fußballspieler, 2003) (* 2003), japanischer Fußballspieler
- Shinji Ogawa (1941–2015), japanischer Schauspieler und Synchronsprecher
- Shinsuke Ogawa (1935–1992), japanischer Filmregisseur
- Shota Ogawa (* 1998), japanischer Ringer
- Sora Ogawa (* 1999), japanischer Fußballspieler
- Ogawa Suison (1902–1964), japanischer Maler
- Ogawa Suketada (1549–1601), japanischer Daimyō
- Takashi Ogawa (Flötist) (* 1952), japanischer Flötist
- Takashi Ogawa (Komponist) (* 1960), japanischer Gitarrist und Komponist
- Ogawa Takuji (1870–1941), japanischer Geologe
- Takumi Ogawa (* 1987), japanischer Fußballspieler
- Tomoko Ogawa (1951–2019), professionelle japanische Go-Spielerin
- Toshihiko Ogawa (* um 1940), japanischer Jazzpianist
- Toshio Ogawa (* 1948), japanischer Politiker
- Ogawa Usen (1868–1938), japanischer Maler
- Yōko Ogawa (* 1962), japanische Schriftstellerin
- Yoshizumi Ogawa (* 1984), japanischer Fußballspieler
- Yūdai Ogawa (* 1996), japanischer Fußballspieler
- Yūichi Ogawa (* 1946), japanischer Politiker
- Yukiko Ogawa (* 1975), japanische Forscherin für Materialwissenschaften